# Djibuti nos Jogos Olímpicos de Verão de 1984
O Djibuti participou dos Jogos Olímpicos de Verão pela primeira vez nos Jogos Olímpicos de Verão de 1984 em Los Angeles, Estados Unidos.

## Resultados por Evento

### Atletismo
Maratona masculina
- Djama Robleh — 2:11:39 (→ 8º lugar)
- Ahmed Salah — 2:15:59 (→ 20º lugar)
- Abdilahi Charmake — 2:19:11 (→ 32º lugar)